# Œuvres de Germaine Richier
À  ce jour il n'existe aucun catalogue raisonné  des œuvres de Germaine Richier bien que celui-ci soit annoncé depuis 1996 et continue de l'être en 2015.
La liste ci-dessous est donc une sélection tout à fait incomplète, issue des ouvrages cités en référence.

## Sculptures
Bronze (sauf mention contraire)
- Loretto I, 1934
- Lucette ou Le cirque, patiné foncé en 12 exemplaires, 92 × 138,57 × 26 cm collection particulière, France[3].
- La Regodias , patiné, foncé, 1938, en 12 exemplaires 40 × 17 × 27 cm, elle porte le nom du modèle, Renée Régodias, qui perd l'accent aigu dans les catalogues pour devenir La Regodias, collection famille Germaine Richier[4].
- Nu ou La Grosse, patiné, foncé, 1939, en 12 exemplaires, 66,5 × 22 × 16,5 cm, collection particulière[5].
- La Chinoise, buste, 1939
- Le Crapaud, 1940, patiné foncé, 20 × 30,5 × 25,5 cm[6] Kunstmuseum Bern, Berne, Suisse[7].
- Juin 40, nu, 1940, patiné foncé en 12 exemplaires hauteur 98 cm, Kunstmuseum Winterthur[8].
- Torse II, 1941, patiné foncé en 11 exemplaires  145 × 55 × 34 cm, collection famille Richier[9].
- Nu VII, 1943, plâtre original en 12 exemplaires 36 × 25 × 33 cm, collection particulière[9]
- L'Escrimeuse, 1943, plâtre original en 12 exemplaires 46 × 26 × 34 cm, collection particulière[10].
- Cornelia II, 1944, patiné foncé en 11 exemplaires  145 × 55 × 34 cm, collection famille Richier[9].
- Femme assise, 1944, plâtre, 49 × 25 × 29 cm[11]
- Femme assise, 1944, bronze patiné foncé, 49 × 25 × 28,5 cm[12].
- Sava Alexandra, buste, partiné foncé, 1944, 84 × 51 × 29 cm, Kunsthaus de Zurich[13].
- La Sauterelle, petite, 1944, patiné foncé, 26 × 23 × 33 cm[6]
- La Sauterelle, moyenne, 1944, patiné foncé, 54 × 44 × 65 cm, collection Colette Creuzevault, Paris (en 1996)[14].
- Le Vieux, 1944, buste
- Le Poète, 1945, buste du poète suisse Georges Borgeaud, 29 × 19 × 22 cm, collection particulière, Paris[15].
- L'Homme qui marche, 1945, 88 × 37 × 27 cm, collection particulière, Paris[16].
- La Pomone, nu féminin, 1945
- L'Homme-forêt, petit, 1945, hauteur 48 cm, collection particulière, Paris[17].
- L'Homme-forêt, grand, 1945-1946, 94 × 45 × 45 cm, galerie Krugier-Ditesheim Art Contemporain, Genève[18].
- Robert Müller[19], buste, 1945
- La Forêt, 1946, 118 × 29 × 31,5 cm[20].
- Le Lutte, 1946
- Le Combat  1946
- Le Sablier I 1946
- L'Araignée I, 1946, Musée d'art contemporain Goulandris, Andros, Grèce[21].
- L'Araignée II, petite, 1946
- La Mante, grande, 1946, 158 × 56 × 78 cm, collection particulière[22].
- La Chauve-souris, 1946, 91 × 91 × 52 cm, collection particulière[23] et Musée Fabre à Montpellier[note 1].(Achat de la Ville avec la participation du FRAM Languedoc-Roussillon, 1996), l'autre exemplaire est localisé en 1996 dans une collection particulière en Suisse[24], présentée au musée des beaux-arts de Lyon[25]
- La Vierge folle, 1946, 134 × 37 × 30 cm, Fondation Pierre Gianadda, Martigny, Suisse
- L'Orage, 1947/48, 189 × 72 × 58 cm, collection Centre Georges Pompidou[26]  et musée d'art moderne Louisiana, Humlebæk, Danemark[27].
- La Feuille, 1948, 141,4 × 37 × 26,5 cm musée Picasso (Antibes)[28].
- L'Aigle, 1948
- Don Quichotte à l'aile d moulin, 1949
- Don Quichotte à la lance, 1949
- L'Ouragane, 1949, 179 × 71 × 47 cm, collection Centre Georges Pompidou
- L'Ogre, 1949, 81 × 45 × 41 cm collection Centre Georges Pompidou[14], Rockefeller plaza New York  États-Unis.
- Le Christ d'Assy I, petit, 1950
- Le Christ d'Assy, 1950, église du Plateau d'Assy
- Buste no 33, 1950
- Diabolo, 1950
- Le Diabolo, 1950, Tate Gallery, Londres[29].
- Don Quichotte, 1951
- Le Berger des Landes, 1951, 149 × 89 × 60 cm, musée d'art moderne Louisiana, Humlebæk, Danemark[30].
- Le Berger des landes 1951 (Buste)
- La Ville, 1951, bronze patiné foncé[31].
- Le Griffu, 1952, 89 × 98 × 85 cm Musée Réattu, Arles[32].
- Plomb no 1 1952, pièce unique
- La Fourmi, 1953, 98 × 85 × 66 cm, collection particulière, Allemagne[33], acquise en 1997 par le musée de Grenoble.
- La Croix avec verres de couleur, 1953
- La Toupie, 1952, bronze, le socle est peint par Hans Hartung
- Guerrier , 1953[34].
- Guerrier no 1, Guerrier no 2, Guerrier no 3[35] jusqu'à Guerrier no 11, la série de onze guerriers est reproduite sur quatre pages[36].
- Ginette, 1953, portrait de Madame Signac-Cachin (?)
- L'Oiseau, 1953
- Le Sablier III, 1953
- La Tauromachie (1953), patiné foncé et patiné nettoyé, en 11 exemplaires, Musée d'art moderne Louisiana, Humlebæk au Danemark[7].
- L'Homme de la nuit, grand, 1954, onze exemplaires, 73 × 83 × 31 cm, collection particulière, Pays-Bas en 1996[37].
- L'Homme de la nuit, petit, 1954, douze exemplaires 16 × 17 × 16 cm, collection famille Richier
- L'Eau, 1953- 1954[38],[39],
- L'Hydre, 1954[40].
- La Jeune fille à l'oiseau, 1954[41].
- Le Coureur, moyen, patiné foncé, 1954, 116 × 43 × 58 cm, commande pour le Stade Jean-Bouin de Pantin, jamais installé, collection particulière (Suisse) en 1996[42].
- Le Coureur, 1955, d'après le modèle FNAC 7980, hauteur 192 cm, dimension terrasse 13 x 54 x 94 cm, commande pour le stade scolaire de Saint-Ouen[43], jamais installé[44], collection FNAC 2012-106.
- Le Pentacle, patiné foncé, 1954,
- Trio I ou La Place 1954
- Le Grand Homme de la nuit, grand, 1954
- Le Pentacle, 1954
- André Chamson, buste, 1955
- Le Cheval à six têtes, grand, 1954-1955, 34 × 30 × 43 cm[35]
- L'Hydre, 1954-1955
- Franz Hellens, buste, 1955
- Le Grain, 1955, patiné foncé, 145 × 33 × 31 cm[45]
- La Sauterelle, grande, 1955-1956
- L'Échelle, 1956
- Guerrier no 9, 1956, patiné foncé, 20 × 17 × 7 cm
- La Grande spirale, 1957, patiné foncé, 288 × 57 × 57 cm[46]
- La Montagne, 1955-1956, œuvre monumentale[47].
- L'Araignée II, petite, émaillée sur équerre émaillée, 1956
- La Vrille, 1956
- Le Tombeau de l'orage, pierre, 1957
- L'Ombre de l'ouragane, pierre, 1957
- La Clé, 1958
- L'Échiquier, grand, bronze coloré, 1959
- La Rose des sables, 1959
- Le Chardon peint sur équerre ardoise

## Dessins
Ce sont en majorité des fusains ou des crayons sur papiers, dessins préparatoires aux sculptures. Le catalogue de la rétrospective de la Fondation Marght en présente dix. Il y en a beaucoup plus.
- 1934,Sans titre
- 1943 Nu
- 1945-1948  L'homme qui marche (dessin)
- 1945, Personnage
- 1948  Le Prestigiditateur

## Illustrations
- À la gloire de la main aux dépens d'un amateur, ouvrage collectif, A. Flocon, Paris, 1949
- Arthur Rimbaud, Illuminations et Une saison en enfer, 1953
- René de Solier, Contre terre, 1958

### Livres
- Valérie Da Costa, Germaine Richier, un art entre deux mondes, 2006, Norma Éditions, Paris,  (ISBN 2-915542-01-5).
- Céline Frémaux, L'Architecture religieuse au XXe siècle, Presses Universitaires de Rennes, Rennes, 2007, p. 71 et 75.
- Uta Grosenick, Women artists. Femmes artistes du XXe et du XXIe siècle, Taschen, Köln, 2001, p. 444 à 449.
- André Pieyre de Mandiargues, Germaine Richier, Éditions Synthèses, Bruxelles, 1959.
- Collectif Saint-Étienne, L'Écriture griffée, Saint-Étienne, musée d'art moderne et contemporain de Saint-Étienne Métropole, 1993, 215 p. (ISBN 978-2-7118-3051-0), Catalogue sous la direction de Bernard Ceysson. L'exposition comprend des œuvres de : Antonin Artaud, Brassaï, Victor Brauner, Bernard Buffet, César, Jean Dubuffet, Jean Fautrier, Alberto Giacometti, Francis Gruber, Jean Hélion, Henri Michaux, Germaine Richier, Pierre Tal Coat, Wols. Le texte sur Germaine Richier p.163-171 est de Jacques Beauffet
- Jean-Louis Prat, Germaine Richier, rétrospective, Saint-Paul-de-Vence, Fondation Maeght, 1996, 240 p. (ISBN 978-2-900923-13-9),  rétrospective du 5 avril au 18 juin 1996

### Articles
- Les étranges créatures de Germaine Richier enfin rassemblées par Geneviève Breerette[note 2], Le Monde, 17 avril 1996, p. 22

la page contient aussi un extrait d'entretien de César avec Alain Jouffroy sur Germaine Richier
- Le Chaos debout par Bernard Heitz, Télérama no 2417 du 8 mai 1996, p. 92 à 94.
- Rétrospective Germaine Richier dans Libération du 18 juin 1996